# Michel Garel
Pour les articles homonymes, voir Garel.
Michel Garel, fils de Georges Garel, est un conservateur français né en 1948 et spécialiste reconnu des manuscrits hébraïques, auteur de nombreux travaux (articles, traductions, expositions, catalogues...) dans ce domaine. Son nom fut connu dans le grand public à l'occasion d'une affaire de vol de livres manuscrits à la Bibliothèque nationale de France, où il était conservateur au département des manuscrits, et qui lui valut d'être condamné par la justice française.

## Parcours
Entré premier au concours externe de l’École nationale supérieure des bibliothécaires en 1975, il en sort l'année suivante (dans la même promotion que Claude Jolly, Dominique Arot et Patrick Bazin). Il est déjà spécialisé dans les manuscrits hébraïques et son mémoire d’études est intitulé Le colophon dans le codex hébraïque médiéval.
Il est affecté à la Bibliothèque nationale de France (la BNF), où il sera responsable du fonds hébreu du département des manuscrits de cette date jusqu'à sa radiation de la fonction publique à la suite de sa condamnation judiciaire. Il était alors conservateur en chef.

## Œuvre scientifique
Michel Garel est un spécialiste des manuscrits hébreux. Il a reçu en 1992 le prix Vasari du meilleur catalogue d'exposition pour le catalogue D'une main forte organisée à la BNF en 1991.
Il est l'auteur de nombreux articles et livres sur son domaine, et sur le livre ancien plus largement, l'auteur de traductions et commentaires de textes hébraïques, et fut l'organisateur de colloques et d'expositions autour du livre manuscrit durant sa longue carrière à la BNF.

## «L’affaire Garel»
Des disparitions d'imprimés hébraïques anciens, entre autres nombreux vols, sont remarquées à la BNF. Les soupçons se portant sur Michel Garel, ce dernier est arrêté le 29 juillet 2004 sur son lieu de travail par la Brigade de répression du banditisme, agissant dans le cadre d’une commission rogatoire de la juge d’instruction Nathalie Turquey : il est accusé du vol de 147 volumes (145 imprimés, deux manuscrits). Sa femme, une des meilleures spécialistes mondiales des manuscrits coptes, est accusée de complicité et de recel. Elle est innocentée à l'issue du procès en appel.
Finalement, l’accusation retient seulement le vol d’un unique manuscrit, hébreu 52 (H.52), dont Michel Garel avait signé, de bonne foi selon lui, le bon d’exportation et qui est vendu le 19 mai 2000 chez Christie's à New York, parmi des archives ayant trait à l’histoire des États-Unis. Un acheteur de Los Angeles l’acquiert pour 300 000 dollars environ.
L'accusation repose principalement sur le témoignage de M. David Sofer, hommes d'affaires israélien établi à Londres, marchand et collectionneur d'art et d'antiquités, auquel M. Garel a vendu le manuscrit H.52. M. Sofer avait ensuite revendu ce manuscrit aux enchères et de bonne foi selon lui, chez Christie's. Malgré sa réputation sulfureuse (l'homme a eu maille à partir avec les justices israélienne et américaine, séjournant même quelque temps en prison) et le fait qu'il dépose chez un avocat, son témoignage écrit a été jugé recevable par les juges.
L'accusation repose également sur le témoignage de Malachi Beit-Arie, professeur de codicologie et paléographie à l'Université hébraïque de Jérusalem, qui identifie en 2004 le manuscrit de la BnF que David Sofer lui a présenté pour examen quelques années auparavant, mais qu'il n'a pas reconnu à ce moment-là. C'est M. Beit-Arié lui-même, en tant qu'expert mondialement reconnu dans le domaine, qui a rédigé, en 2000 et à la demande de Christie's, la notice du catalogue de vente du H.52 qu'il n'a à l'époque toujours pas reconnu.
Michel Garel est condamné le 10 mars 2006 à 2 ans de prison avec sursis et à verser 400 000 euros de dommages et intérêts. Michel Garel, qui clame son innocence et pense être le bouc émissaire de vols bien plus nombreux commis à la BnF, fait appel.
La peine est aggravée en appel le 26 janvier 2007, où il est condamné à 3 ans de prison dont 15 mois ferme et 75 000 euros d'amendes (soit toutes condamnations financières confondues plus de 600 000 euros). Il effectue 7 mois de prison à Fleury-Mérogis. Il est admis à faire valoir ses droits à la retraite de la fonction publique en 2008.